# Horouta lotis
Horouta lotis är en insektsart som beskrevs av George Willis Kirkaldy 1907. Horouta lotis ingår i släktet Horouta och familjen dvärgstritar. Inga underarter finns listade i Catalogue of Life.